# Höhenland
Höhenland – gmina w Niemczech w kraju związkowym Brandenburgia, w powiecie Märkisch-Oderland, wchodzi w skład urzędu Falkenberg-Höhe.